# Hogna guttatula
Hogna guttatula este o specie de păianjeni din genul Hogna, familia Lycosidae. A fost descrisă pentru prima dată de F. O. P.-cambridge în anul 1902. Conform Catalogue of Life specia Hogna guttatula nu are subspecii cunoscute.